# Щучинское сельское поселение (Эртильский район)
Щучинское сельское поселение — муниципальное образование в Эртильском районе Воронежской области.
Административный центр — село Щучье.

## Административное деление
В состав поселения входят:
- село Щучье,
- село Гороховка,
- село Старый Эртиль.